# وعاء الحافة المشطوفة العراقي الأثري

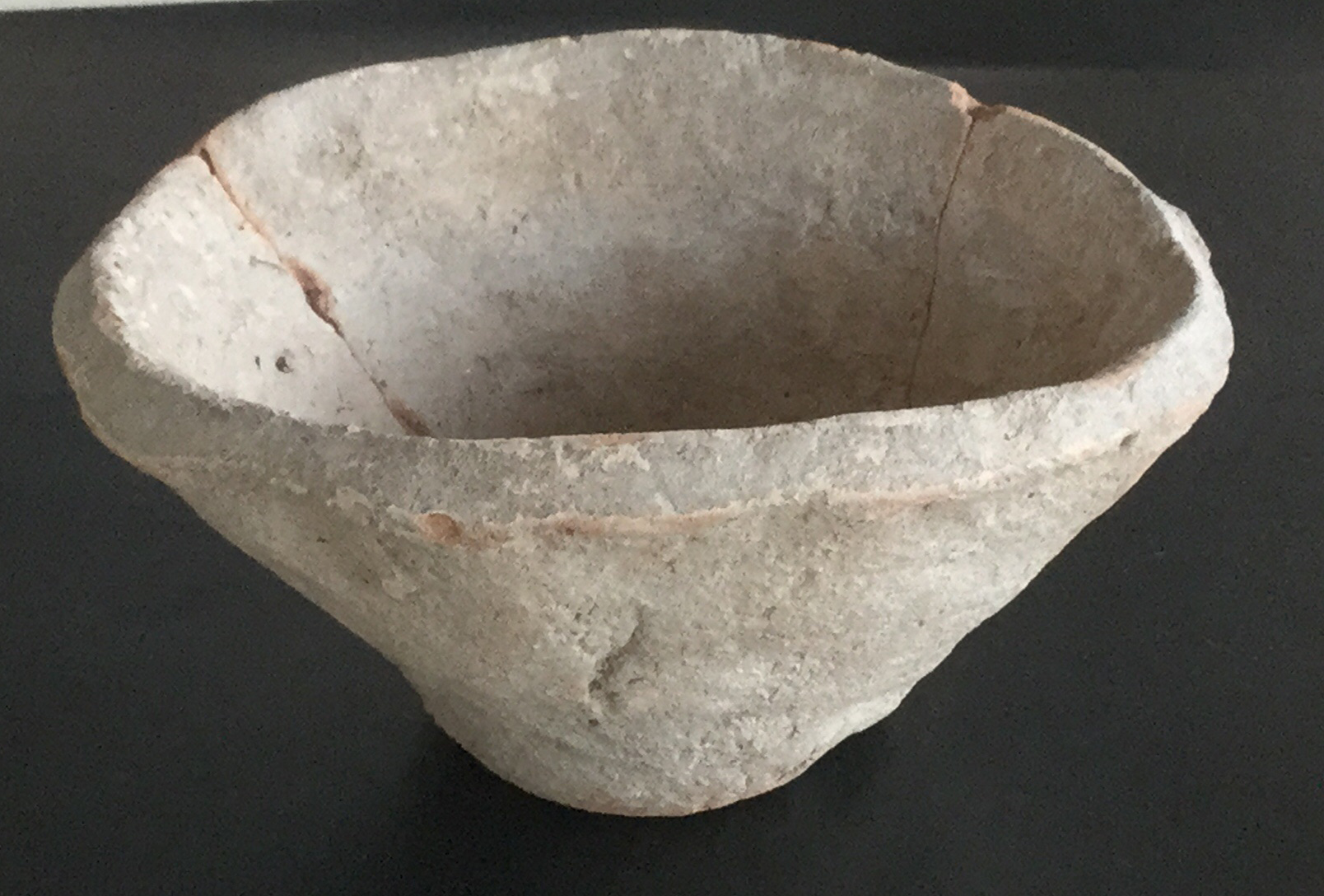
وعاء ذو حافة مشطوفة من فترة أوروك، حوالي 3400-3200 قبل الميلاد، من حبوبة كبيرة جنوب سوريا

وعاء الحافة المشطوفة العراقي الأثري هو وعاء صغير من الطين وهو غير مزخرف، أُنتج بشكل جماعي، وكان الأكثر شيوعًا في الألفية الرابعة قبل الميلاد خلال العصر النحاسي المتأخر. تشكل حوالي ثلاثة أرباع جميع الخزف الموجود في مواقع ثقافة الوركاء، وبالتالي فهي مؤشر فريد وموثوق لوجود ثقافة الوركاء في بلاد الرافدين القديمة.
بدأت الأوعية ذات الحواف المشطوفة في الظهور خلال فترة أوروك المبكرة (حوالي 3900-3600 قبل الميلاد)، وكانت شائعة خلال الفترة الوسطى (حوالي 3600-3400 قبل الميلاد) والفترة المتأخرة (حوالي 3400-3200 قبل الميلاد). انخفض استخدامها خلال فترة جمدة نصر (حوالي 3200-3100 قبل الميلاد) مع زيادة (بدأت في الفترة المتأخرة من أوروك) في أعداد الخزف المعروف باسم "الأواني الزهرية الطويلة"، والتي كانت لها نفس الخامة كالأوعية ذات الحواف المشطوفة ولكنها كانت مصنوعة على العجلة، ولا يزال استخدامها غير واضح. استمرت الأوعية ذات الحواف المشطوفة في الاستخدام في بعض المواقع خلال فترة السلالات الأولى (حوالي 3100-2900 قبل الميلاد).

## الخصائص الفيزيائية
تتميز الأوعية ذات الحواف المائلة عمومًا بحجم موحد، حيث يبلغ ارتفاعها حوالي 10 سم (4 بوصات) وقطر الفوهة حوالي 18 سم (7.1 بوصة). الجوانب لها زاوية شديدة الانحدار تصل إلى قاعدة محددة جدًا عادةً بقطر 9 سم (3.5 بوصات). الأوعية المصنوعة من الطين الخفيف والمحسن بالنباتات تتميز بجدران سميكة نسبيًا مقارنةً بأشكال الفخار الأخرى في ذلك الوقت، مما يجعلها قوية بشكل ملحوظ. من أكثر الجوانب غير العادية للأوعية ذات الحواف المائلة أنها غير مزخرفة وتوجد في كميات كبيرة تم التخلص منها.

## الإنتاج
بينما لا يُعرف الطريقة الدقيقة لإنتاج الأوعية ذات الحواف المشطوفة، فإن النظرية الأكثر قبولًا هي استخدام القالب. نظرية أقل قبولًا تفيد بأن الأوعية كانت مصنوعة يدويًا. لقد وجد علماء الآثار الذين حاولوا تقليد الأوعية ذات الحواف المشطوفة أنه من الصعب جدًا تحقيق الجوانب المستقيمة والقاعدة المحددة جيدًا باستخدام الأيدي فقط. وقد وجد أن استخدام القالب يمثل ميزة كبيرة عند تقليد الأوعية. يبدو أن الأعداد الكبيرة من الأوعية ذات الحواف المائلة الموجودة (غالبًا في موقع واحد) تدعم نظرية القالب، لأن الإنتاج الضخم باستخدام القالب أكثر سهولة بكثير من صنعها يدويًا. يوجد نقاش بين مؤيدي نظرية القالب. يفرض معظمهم استخدام قالب متحرك يمكن أن يكون مصنوعًا من مجموعة متنوعة من المواد بما في ذلك الخشب أو المعدن أو الحجر أو حتى وعاء آخر ذو حافة مشطوفة. يقترح آخرون أن الحرفيين قد استخدموا قالبًا أرضيًا حيث شُكِّلت الأوعية في تجويف مخروطي أنشئ في الأرض.

## الاستخدام
يعتقد على نطاق واسع أن الأوعية ذات الحواف المشطوفة كانت تستخدم لقياس حصص الحبوب (مثل الشعير أو القمح أو القمح ثنائي الحبة). كانت الحصص تُعطى كمدفوعات للعمال مقابل الخدمات المقدمة كجزء من نظام العمل القسري. كما يدعم ذلك حقيقة أن الأوعية غالبًا ما وُجدت كاملة وفي أكوام كبيرة كما لو كانت مخصصة لاستعمال واحد فقط. كانت الأوعية ستُستخدم للتوزيع مرة أو مرتين ثم يُتخلص منها في موقع مركزي. نظرية بديلة تفيد بأن الأوعية كانت تُستخدم لخبز الخبز، والذي يمكن أيضًا أن يكون قد وُزع في وعائه.

## التوزيع
نشأت الأوعية ذات الحواف المشطوفة في مدينة الوركاء في بلاد الرافدين القديمة في منتصف الألفية الرابعة قبل الميلاد. مع توسع ثقافة أوروك، زاد إنتاج واستخدام هذه الأوعية في أماكن مثل أبو صلابيخ. وفقًا لمارك فان دي ميرووب، "اكتشفت أمثلة في جبال زاغروس (مثل: غودين تيبي، تشوغا غافانيه)، في شمال إيران (مثل: تيبي، أوزبكي، تيبي سيالك)، وفي الوسط (مثل: تيبي يحيى)، وجنوب إيران (مثل: نور آباد). وقد وُجدت حتى على الساحل الحديث لباكستان بالقرب من خليج عمان (ميري قلات)، والتي كانت تتبع ثقافة كيش مكاران.
في سوريا وُجدت في تل حميدة وتل الرمادي. كما وُجدت أيضًا في كنار صندل في جنوب غرب إيران.
مواقع أخرى حيث وُجد عدد كبير من الأوعية ذات الحواف المشطوفة تشمل تل الشيخ حسن، تل الهوى، هاجينيبي تيبي، جبل أرودة، وحبوبة كبيرة.

## الأهمية التاريخية
تشكل الأوعية ذات الحواف المشطوفة الأثرية حوالي 75% من جميع الخزف الموجود مع مواقع ثقافة أوروك، لذا فإن هناك جانبين رئيسيين يجعلانها مهمة تاريخيًا لعلماء الآثار. أولاً، إنها واحدة من أولى علامات الإنتاج الضخم لمنتج واحد في التاريخ. ثانياً، يُعتقد أن استخدامها كوسيلة دفع للعمال يعد نقطة تحول في التاريخ لأنه لا يوجد دليل على المدفوعات الموزعة قبل ظهور الأوعية ذات الحواف المشطوفة.